# Wenden (Ebhausen)
Wenden ist ein Dorf im Nordschwarzwald und der kleinste der vier Ortsteile der Gemeinde Ebhausen.

## Geographie
Die Gemarkungsfläche umfasst 368 Hektar und ist überwiegend durch Buntsandstein geprägt. Rund 200 Hektar sind bewaldet. Wenden liegt auf einer Höhe zwischen 537 und 610 Meter über Normalnull.

## Sehenswert
Die kleine Kirche hat einen Turm der mit Holzschindeln verkleidet ist, was die Kirche in der Umgebung einzigartig macht. Auch das danebenliegende historische Backhaus lädt zu einer Besichtigung ein.

## Geschichte
Der Ort wurde 1406 erstmals urkundlich erwähnt. In früher Zeit findet sich auch die Schreibweise „Winden“ oder „Wynna“. Der Name deutet auf eine mögliche Gründung in der Karolinger Zeit als Karl der Große die slawischen Wenden in anderen Teilen seines Reiches angesiedelt hatte.
Im Zuge der Gemeindereform am 1. Januar 1975 wurde die bis dahin selbstständige Gemeinde Wenden zusammen mit Ebershardt, Rotfelden und Ebhausen zur Gesamtgemeinde Ebhausen zusammengefasst.

## Einwohnerentwicklung
- 1862: 185 Einwohner
- 2000: 228 Einwohner
- 2001: 233 Einwohner
- 2002: 233 Einwohner
- 2003: 242 Einwohner
- 2004: 238 Einwohner
- 2014: 224 Einwohner